# Gerbilliscus setzeri
Gerbillurus setzeri — вид гризунів підродини піщанкових (Gerbillinae) родини мишових (Muridae).

## Поширення
Вид поширений у Намібії та Анголі. Полюбляє гарячі пустелі та напівпустелі.

## Опис
Гризун невеликого розміру, із загальною довжиною 217—263 мм, довжина хвоста 113—145 мм, довжина стопи 30—35 мм, довжина вух 12 і 16 мм і вагою до 48 г.